# Paenibacillus
Paenibacillus (лат.) — род грамположительных спорообразующих палочковидных бактерий. Ранее представители этого рода входили в рРНК группу 3 рода Bacillus, в 1993 году Эш, Прист и Коллинс предложили вывести представителей группы 3 в отдельный род Paenibacillus с типовым видом Paenibacillus polymyxa.
Название рода произошло от латинского слова «paene» («почти») — в названии рода отражено сходство с родом Bacillus (название рода можно буквально перевести как «почти бациллы»). В род входит Paenibacillus larvae, возбудитель бактериального заболевания пчёл — американского гнильца (англ. American foulbrood); типовой вид Paenibacillus polymyxa является известным продуцентом антибиотика полимиксина.

## Биологические свойства
Хемоорганогетеротрофы, аэробы или факультативные анаэробы. Способны гидролизировать большое количество биополимеров, некоторые виды синтезируют целлюлазы и агаразы, осуществляющие соответственно гидролиз целлюлозы и агар-агара. Paenibacillus naphthalenovorans способна к деструкции нафталина. Некоторые представители способны к азотфиксации. Род представлен палочковидными бактериями, образующими термоустойчивые эндоспоры. Некоторые виды подвижны и имеют жгутики. Большинство представителей — мезофилы, есть термофильные представители. Представители рода обитают в почве, ризосфере растений, есть эндофитные представители, колонизирующие ткани растений, некоторые представители рода патогенны для насекомых, например, P. alvei и P. larvae вызывают гнилец. Многие представители продуцируют антимикробиальные вещества, проявляющие бактерицидное и фунгицидное действие.

### Научные ссылки
- Ссылки на PubMed для Paenibacillus
- Ссылки на PubMed Central для Paenibacillus
- Ссылки на Google Scholar для Paenibacillus

### Научные базы данных
- Искать таксономию в NCBI для Paenibacillus
- Искать в Tree of Life таксономию для Paenibacillus
- Искать в Species2000 страницы о Paenibacillus
- Страница в MicrobeWiki о Paenibacillus